# 懷孕初期出血
懷孕初期出血意指孕婦在孕齡未滿 24 週時的陰道出血症狀，可能的併發症為低血容性休克。曾出現下列症狀的孕婦可能有較高風險：失去意識或暈厥、呼吸困難、肩膀疼痛等。
懷孕初期出血的常見成因有異位妊娠（或稱子宮外孕）或先兆流產，大部分流產發生於胎齡未滿 12 週；其他成因為著床出血、長有宮頸息肉、罹患妊娠滋養细胞疾病或子宮頸癌。常見的潛在成因檢驗方式有骨盆檢查、超聲波檢查及人绒毛膜促性腺激素檢測。
治療方式須依潛在成因而定；如果在子宮頸口看到組織，則必須予以移除。如果孕婦的胎位是在子宮內且聽得到胎兒的胎心音，觀察性等待是正確的做法。。如果孕婦的血型是Rh陰性，通常會推薦使用抗RH因子球蛋白注射液。有時候會需要以手術治療。
大約有三成的女性曾在懷孕頭三個月（孕期 0~12 週）出血，中間三個月（孕期 12~24 週）出血者較少；約有 15% 的流產孕婦會有自覺；發生異位妊娠的孕婦不到 2%。